# Jared Gordon
Jared Gordon (Nova Iorque, 6 de setembro de 1988) é um lutador americano de artes marciais mistas, atualmente competindo na divisão leve do Ultimate Fighting Championship.

## Início
Gordon nasceu e cresceu em Queens, Nova Iorque. Seu avô, Sal Ferello, era um pugilista profissional. Gordon começou a treinar boxe e wrestling ainda criança e era obcecado com MMA quando estava no Ensino Médio. He ensinava boxe e muay thai na Church Street Boxing em Nova Iorque antes de se tornar profissional.
Gordon era viciado em drogas e afirmou que gostaria de usar o octógono como plataforma para servir de exemplo a pessoas com problemas com o mesmo vício.

## Carreira no MMA

### Ultimate Fighting Championship
Gordon fez sua estreia no UFC contra Michel Quiñonez em 25 de junho de 2017 no UFC Fight Night: Chiesa vs. Lee. Gordon venceu por nocaute técnico no segundo round.
Gordon enfrentou Hacran Dias no UFC Fight Night: Brunson vs. Machida em 28 de outubro de 2017. Ele venceu por decisão unânime.
Gordon enfrentou Carlos Diego Ferreira em 18 de fevereiro de 2018 no UFC Fight Night: Cowboy vs. Medeiros. Ele perdeu por nocaute técnico no primeiro round.
Gordon enfrentou Joaquim Silva em 15 de dezembro de 2018 no UFC on Fox: Lee vs. Iaquinta II. Ele perdeu por nocaute técnico no terceiro round.
Gordon enfrentou Dan Moret em 29 de junho de 2019 no UFC on ESPN: Ngannou vs. dos Santos. Ele venceu por decisão unânime.
Gordon enfrentou Charles Oliveira em 16 de novembro de 2019 no UFC Fight Night: Blachowicz vs. Jacaré. However, Santos withdrew from the fight and was replaced by Charles Oliveira. Ele perdeu por nocaute no primeiro round.

## Cartel no MMA
| Cartel no MMA   |             |            |
| 23 lutas        | 18 vitórias | 5 derrotas |
| Por nocaute     | 6           | 4          |
| Por finalização | 2           | 1          |
| Por decisão     | 10          | 0          |

| Res.    | Cartel | Oponente                      | Método                               | Evento                                 | Data       | Round | Tempo | Local                     | Notas                                                      |
| ------- | ------ | ----------------------------- | ------------------------------------ | -------------------------------------- | ---------- | ----- | ----- | ------------------------- | ---------------------------------------------------------- |
| Derrota | 18–5   | Grant Dawson                  | Finalização (mata-leão)              | UFC on ESPN: Font vs. Vera             | 30/04/2022 | 3     | 4:11  | Las Vegas, Nevada         |                                                            |
| Vitória | 18-4   | Joe Solecki                   | Decisão (dividida)                   | UFC Fight Night: Santos vs. Walker     | 02/10/2021 | 3     | 5:00  | Las Vegas, Nevada         |                                                            |
| Vitória | 17-4   | Danny Chavez                  | Decisão (unânime)                    | UFC Fight Night: Blaydes vs. Lewis     | 20/02/2021 | 3     | 5:00  | Las Vegas, Nevada         |                                                            |
| Vitória | 16-4   | Chris Fishgold                | Decisão (unânime)                    | UFC on ESPN: Kattar vs. Ige            | 15/07/2020 | 3     | 5:00  | Abu Dhabi                 | Volta aos Penas.                                           |
| Derrota | 15-4   | Charles Oliveira              | Nocaute (socos)                      | UFC Fight Night: Błachowicz vs. Jacaré | 16/11/2019 | 1     | 1:26  | São Paulo                 |                                                            |
| Vitória | 15-3   | Dan Moret                     | Decisão (unânime)                    | UFC on ESPN: Ngannou vs. dos Santos    | 29/06/219  | 3     | 5:00  | Minneapolis, Minnesota    |                                                            |
| Derrota | 14-3   | Joaquim Silva                 | Nocaute (socos)                      | UFC on Fox: Lee vs. Iaquinta II        | 15/12/2018 | 3     | 2:39  | Milwaukee, Wisconsin      | Luta da Noite.                                             |
| Derrota | 14-2   | Carlos Diego Ferreira         | Nocaute Técnico (socos)              | UFC Fight Night: Cowboy vs. Medeiros   | 18/02/2018 | 1     | 1:58  | Austin, Texas             |                                                            |
| Vitória | 14-1   | Hacran Dias                   | Decisão (unânime)                    | UFC Fight Night: Brunson vs. Machida   | 28/10/2017 | 3     | 5:00  | São Paulo                 | Volta aos Leves.                                           |
| Vitória | 13-1   | Michel Quiñones               | Nocaute Técnico (socos)              | UFC Fight Night: Chiesa vs. Lee        | 25/06/2017 | 2     | 4:24  | Oklahoma City, Oklahoma   | Estreia no UFC.                                            |
| Vitória | 12-1   | Bill Algeo                    | Decisão (unânime)                    | CFFC 63                                | 18/02/2017 | 4     | 5:00  | Atlantic City, New Jersey | Retornou aos Penas; Defendeu o Cinturão Peso Pena do CFFC. |
| Vitória | 11-1   | Dawond Pickney                | Finalização (mata leão)              | CFFC 60                                | 06/08/2016 | 2     | 3:10  | Atlantic City, New Jersey | Luta nos Leves.                                            |
| Vitória | 10-1   | Anthony Morrison              | Nocaute (chute na cabeça)            | CFFC 59                                | 09/07/2016 | 1     | 1:48  | Filadélfia, Pensilvânia   | Ganhou o Cinturão Peso Pena do CFFC..                      |
| Derrota | 9-1    | Jeff Lentz                    | Nocaute Técnico (interrupção médica) | CFFC 48                                | 09/05/2015 | 3     | 5:00  | Atlantic City, New Jersey | Estreia nos Penas; Pelo Cinturão Peso Pena Vago do CFFC.   |
| Vitória | 9-0    | Jay Coleman                   | Nocaute Técnico (socos)              | CFFC 45                                | 07/02/2016 | 1     | 4:47  | Atlantic City, New Jersey |                                                            |
| Vitória | 8-0    | Corey Bleaken                 | Decisão (unânime)                    | CFFC 44                                | 13/12/2014 | 3     | 5:00  | Bethlehem, Pensilvânia    |                                                            |
| Vitória | 7-0    | Johnson Jajoute               | Decisão (unânime)                    | CFFC 28                                | 26/10/2013 | 3     | 5:00  | Atlantic City, New Jersey |                                                            |
| Vitória | 6-0    | Alejandro Roman               | Decisão (unânime)                    | Duelo De Gigantes: Round 4             | 22/06/2013 | 5     | 5:00  | Zumpango                  |                                                            |
| Vitória | 5-0    | Luiz Gustavo Felix dos Santos | Decisão (unânime)                    | Duelo De Gigantes: Round 3             | 15/06/2013 | 3     | 5:00  | Zumpango                  |                                                            |
| Vitória | 4-0    | Oscar De La Parra             | Nocaute Técnico (socos)              | Duelo De Gigantes: Round 2             | 08/06/2013 | 3     | 2:14  | Zumpango                  |                                                            |
| Vitória | 3-0    | Alvaro Enriquez               | Nocaute Técnico (socos)              | Duelo De Gigantes: Round 1             | 02/06/2013 | 2     | 4:25  | Cidade do México          |                                                            |
| Vitória | 2-0    | Robert Fabrizi                | Nocaute Técnico (socos)              | CFFC 19                                | 02/03/2013 | 2     | 2:31  | Atlantic City, New Jersey |                                                            |
| Vitória | 1-0    | Anthony D'Agostino            | Finalização (mata leão)              | CFFC 6                                 | 05/02/2011 | 2     | 1:42  | Atlantic City, New Jersey |                                                            |